# Давиденкова, Евгения Фёдоровна
Евгения Фёдоровна Давиденкова (1902 — 1996) — советский учёный в области медицинской генетики, доктор медицинских наук (1955), член-корреспондент АМН СССР (1963). Лауреат Государственной премии СССР (1983).

## Биография
Родилась в 1902 году в Санкт-Петербурге.
В 1927 году окончила медицинский факультет Иркутского государственного университета работала невропатологом в лечебно-профилактических учреждениях Улан-Удэ. С 1934 по 1937 годы — аспирант ИЭМ АМН СССР. С 1937 по 1955 годы работала ассистентом  кафедры невропатологии Ленинградского института усовершенствования врачей. С 1948 по 1952 годы Е. Ф. Давиденкова принимала активное участие в изучении новой формы нейроинфекции — двухволнового менингоэнцефалита и с 1952 по 1955 годы в клинической апробации живой вакцины против полиомиелита в отделе вирусологии ИЭМ АМН СССР.
В 1955 году защитила докторскую диссертацию на тему: «диэнцефальная эпилепсия». С 1955 по 1972 годы — заведующая кафедрой нервных болезней ЛПМИ и одновременно с 1961 года — руководитель лаборатории медицинской генетики АМН СССР. 
В 1963 году Е. Ф. Давиденкова была избрана членом-корреспондентом АМН СССР, ей даётся академическая группа по медицинской генетике, которой она руководила до последних дней жизни. Е. Ф. Давиденковой впервые в СССР было проведено популяционное исследование частоты хромосомных заболеваний, дана клиническая и цитогенетическая характеристика классических форм хромосомных болезней и их вариантов, описаны различные аномалии половых хромосом и аутосом, уточнена роль отдельных участков Х-хромосомы в индивидуальном развитии организма, описан патогенез ряда моногенных заболеваний (мышечные дистрофии, торсионная дистония,  гепатолентикулярная дегенерация, гомоцистинурия), проведены исследования наследственного предрасположения к полигенным заболеваниям (диабет, некоторые формы сосудистой патологии) и генетики лейкозов, а также механизмов экспрессии аномального генома.
Умерла в 1996 году в Санкт-Петербурге, похоронена на Богословском кладбище.

## Награды
- Государственной премии СССР (1983 —  «за цикл работ по исследованиям хромосом человека в норме и патологии»)